# Sant Miquel Arcàngel (Blasco de Grañén)
Sant Miquel Arcàngel és una pintura feta per Blasco de Grañén i conservada a la col·lecció permanent del Museu Nacional d'Art de Catalunya. Va ingressar al museu com una donació de Pilar Rabal Rabal en memòria del seu marit Pedro Fontana Almeda (Barcelona, 13/10/1976).

## Descripció
Tot i la presència de trets valencians en aquesta taula de Blasco de Grañén, la seva pintura reflecteix també un cert coneixement de la producció pictòrica dels lleidatans Jaume Ferrer I, Jaume Ferrer II i Pere Teixidor.
Les mides d'aquesta taula permeten pensar que constituïa un dels carrers laterals d'un retaule de triple advocació, però també és possible que aquesta taula fos la central d'un petit retaule dedicat només a sant Miquel. Per a la pintura aragonesa, Blasco de Grañén no només és important per la seva alta qualitat artística, sinó també per la capacitat que va tenir de crear escola.